# Liskeard (stacja kolejowa)

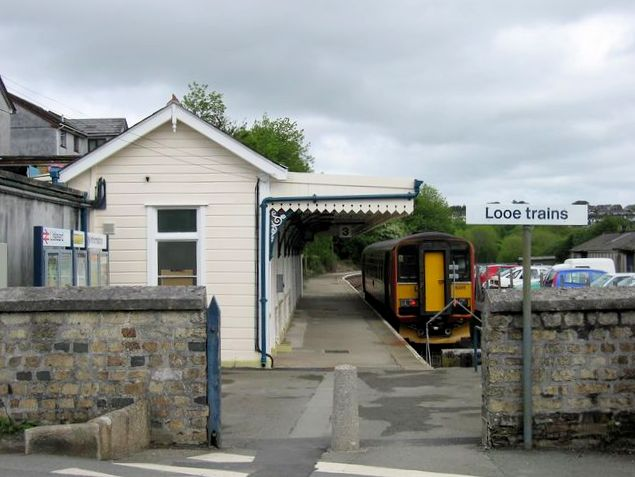
Przystanek do Looe - część stacji.

Liskeard – stacja kolejowa w miejscowości Liskeard w hrabstwie Kornwalia na linii kolejowej Cornish Main Line. Lokalny węzeł kolejowy, z odgałęzieniem do Looe (linia Loo Valley Line). Stacja składa się z dwóch części - dwuperonowej na linii Plymouth - Penzance oraz wybudowanej w roku 1901, prostopadle położonej stacji łączącej miasto z Looe. Budynek główny zaprojektowany został przez Isambarda Kingdom Brunela.

## Ruch pasażerski
Stacja obsługuje ok. 294 590 pasażerów rocznie (dane za rok 2021/2022). Posiada połączenie bezpośrednie z Bristolem, Exeterem, Looe, Penzance, Plymouth. 

## Obsługa pasażerów
Stacja położona 2 kilometry od centrum miasta. Kasa biletowa, automat biletowy, poczekalnia kl. II, wózki bagażowe, przystanek autobusowy, postój taksówek. 

## Atrakcje turystyczne
Stacja jest punktem wyjściowym tzw. szlaku cydru - specjalnej linii turystycznej do Looe. Wzdłuż trasy, malowniczo położonej w dolinie rzeki Looe usytuowane są  przystanki, przy których znajdują się puby - tam turyści degustują ten charakterystyczny dla Anglii południowo-zachodniej napój. Informacji o kursach zasięgnąć można na każdym dworcu obsługiwanym przez linię First Great Western.